# Ramón Rivas
Ramón Rivas, né le 16 mars 1966 à New York, aux États-Unis, est un ancien joueur portoricain de basket-ball. Il évolue durant sa carrière au poste d'ailier fort.

## Palmarès
- Vainqueur de la coupe du Roi 1995
- Vainqueur de la coupe d'Europe 1996
- Champion des Amériques 1995
- Finaliste du championnat des Amériques 1988, 1997
- Vainqueur des Jeux panaméricains de 1991